# Sebring
Sebring est une ville située dans le comté de Highlands, en Floride, à 137 km au sud d'Orlando, aux États-Unis. En 2006, la population de la ville était estimée à 10 648 habitants. C'est le siège et la plus grande ville du comté de Highlands.
L'épreuve des 12 Heures de Sebring, une course automobile d'endurance mondialement célèbre, s'y déroule chaque année au mois de mars sur le Sebring International Raceway.

## Histoire
Sebring est fondée en 1912. Elle est baptisée du nom de George Sebring, un fabricant de poterie d'Ohio qui a développé la ville. Enregistrée par l'État de la Floride en 1913, elle est choisie comme siège du comté de Highlands quand le comté est créé en 1921.

## Démographie
| 1920 | 1930  | 1940  | 1950  | 1960  | 1970  |
| ---- | ----- | ----- | ----- | ----- | ----- |
| 812  | 2 912 | 3 155 | 5 006 | 6 939 | 7 223 |

| 1980  | 1990  | 2000  | 2010   | - | - |
| ----- | ----- | ----- | ------ | - | - |
| 8 736 | 8 900 | 9 667 | 10 491 | - | - |

## Climat
Son climat est de type subtropical humide, la plupart du temps chaud et humide avec quelques jours froids en hiver. L'année est divisée en deux saisons de durées à peu près égales.